# Revista musical española
La revista musical española es un género escénico y musical, referido a la evolución seguida en España por los internacionales revista y comedia musical.

## Características
Se trata de una sucesión de números musicales pero que están todos ellos relacionados mediante un hilo argumental, combinándose en la función tanto la música como los textos hablados. Durante sus primeras décadas de historia, en las funciones podía haber alusiones a temas de la actualidad política, que eran objeto de crítica soterrada. Los elementos costumbristas fueron una constante en el género. 
Identificado sobre todo con la ciudad de Madrid, ganó rasgos propios que le diferenciaron de la comedia musical estadounidense o la revista francesa, pues no solo tenía influencias del vodevil, el burlesque o el music hall, sino también de elementos castizos exclusivos de España como el género bufo, el sainete o la zarzuela.

## Historia

### Orígenes

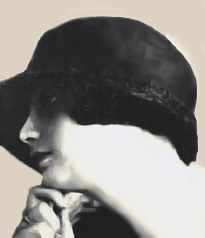
Celia Gámez

Se ha encontrado el antecedente del género en la década de 1860, considerándose el primer gran exponente la obra cómica 1864-1865, de José María Gutiérrez de Alba (libreto) y Cristóbal Oudrid (música), estrenada el 30 de enero de 1865 a la que seguiría El joven Telémaco (1866), de Eusebio Blasco; su eclosión coincidió con el estreno en 1886 de la pieza La Gran Vía. Esta primera etapa, que se prolonga hasta 1910 fue conocida como la de la revista blanca.
Otros títulos destacados de esa primera etapa fueron Cuadros disolventes (1896), La gatita blanca (1905),  La alegre trompetería (1907) (con el célebre Vals de la Regadera, interpretado por Julita Fons) y Enseñanza libre (1910).

### Apogeo
Durante las décadas de 1910 y 1920 los números musicales dotados de fuerte picaresca, tenían una alta carga sexual, sugerida y nunca explicitada, con letras caracterizadas por los dobles sentidos. 
La etapa de esplendor del género arranca con el estreno de Las corsarias en 1919, que tuvo un éxito arrollador. La llegada a España de la argentina Celia Gámez supuso un revulsivo en el género, y también un giro hacia tramas algo más elaboradas y menos procaces. Esta actriz impulsó la revista con títulos como Las castigadoras (1927) o Las leandras (1931), ambas con música de Francisco Alonso, con los famosos números El Pichi y Los nardos.

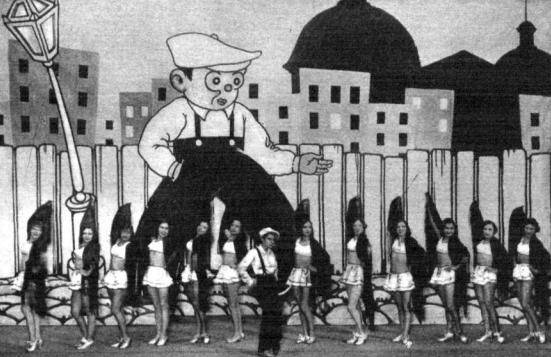
La vedette Laura Pinillos interpretando El Pichi en el estreno de Las Leandras en Barcelona, en noviembre de 1931

Durante la Segunda República, también contaron con el favor del público títulos como Piezas de recambio (1933), Las de Villadiego (1933), Las comunistas (1934), Las de los ojos en blanco (193), Mujeres de fuego (1935), Las de armas tomar (1935) y Las tocas (1936).
Tras la Guerra civil española, el género renació de nuevo de la mano de Celia Gámez, con títulos como La Cenicienta del Palace, estrenada el 20 de enero de 1940, Yola (1941) o Si Fausto fuera Faustina (1942). Otros títulos destacables fueron Luna de miel en El Cairo (1943), Cinco minutos nada menos (1944), La blanca doble (1947), A La Habana me voy (1948), La estrella de Egipto (1948),  La hechicera en palacio (1950), Tentación (1951), La cuarta de A. Polo (1951), Ana María (1954) y El águila de fuego (1956).
A la Gámez seguirían vedettes tan célebres como Marujita Díaz, Queta Claver, Raquel e Irene Daina, Lina Canalejas, Mary Begoña, Maruja Boldoba o Maruja Tomás. Junto a ellas, cómicos que se forjaron en este tipo de espectáculos fueron Zori, Santos y Codeso, Tony Leblanc, Luis Cuenca, Ángel de Andrés, Juanito Navarro, Quique Camoiras, Manolo Gómez Bur, Adrián Ortega o Pedro Peña.

### Decadencia

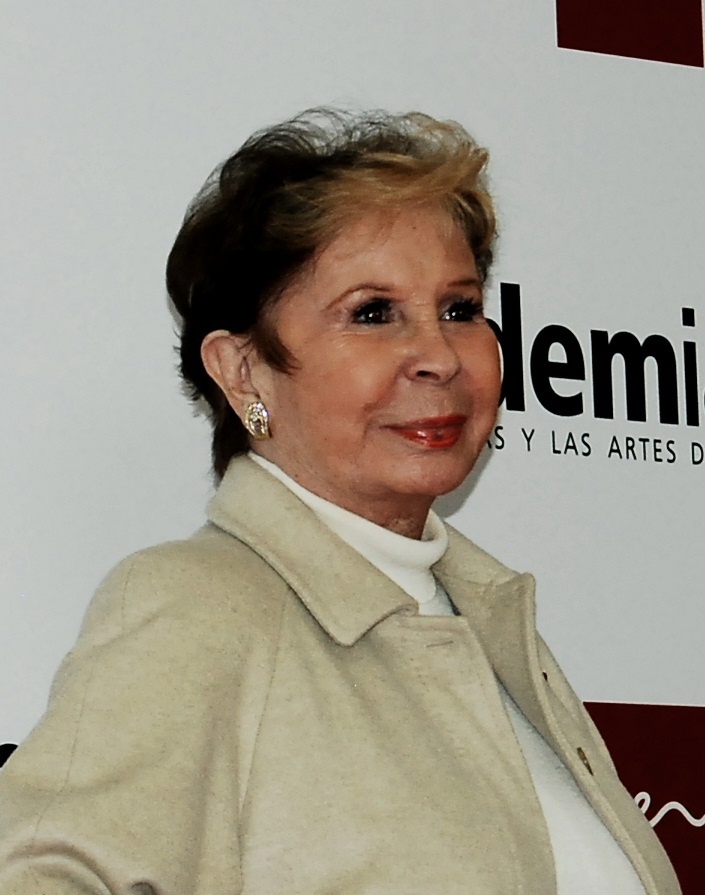
Lina Morgan

La llegada de la televisión y los cambios en los gustos del público provocaron, desde la década de 1960 un declive del género, que se aceleró con la llegada de la democracia: La relajación de la censura y el fenómeno del destape fueron la puntilla de la revista, pues ya no era necesario sugerir cuando se podía mostrar sin reparos.
Estrellas de esta última etapa fueron Addy Ventura, Vicky Lusson, Tania Doris (descubierta por el productor Matías Colsada) y María José Cantudo.
Todavía en la década de 1980 se estrenaron algunos exponentes del género que alcanzaron enorme éxito, pero que constituyeron el canto del cisne del mismo, como Por la calle de Alcalá (1983), con Esperanza Roy, Vaya par de gemelas (1983), con Lina Morgan o Mamá quiero ser artista (1986), con Concha Velasco.
Precisamente en los 80 el realizador de televisión Fernando García de la Vega versionó para la pequeña pantalla una selección de las más famosas revistas musicales en una antología titulada La comedia musical española que emitió TVE en 1985. Diez años más tarde, José Luis Moreno haría lo propio con La Revista.mmg